# Antiguos municipios de Barcelona

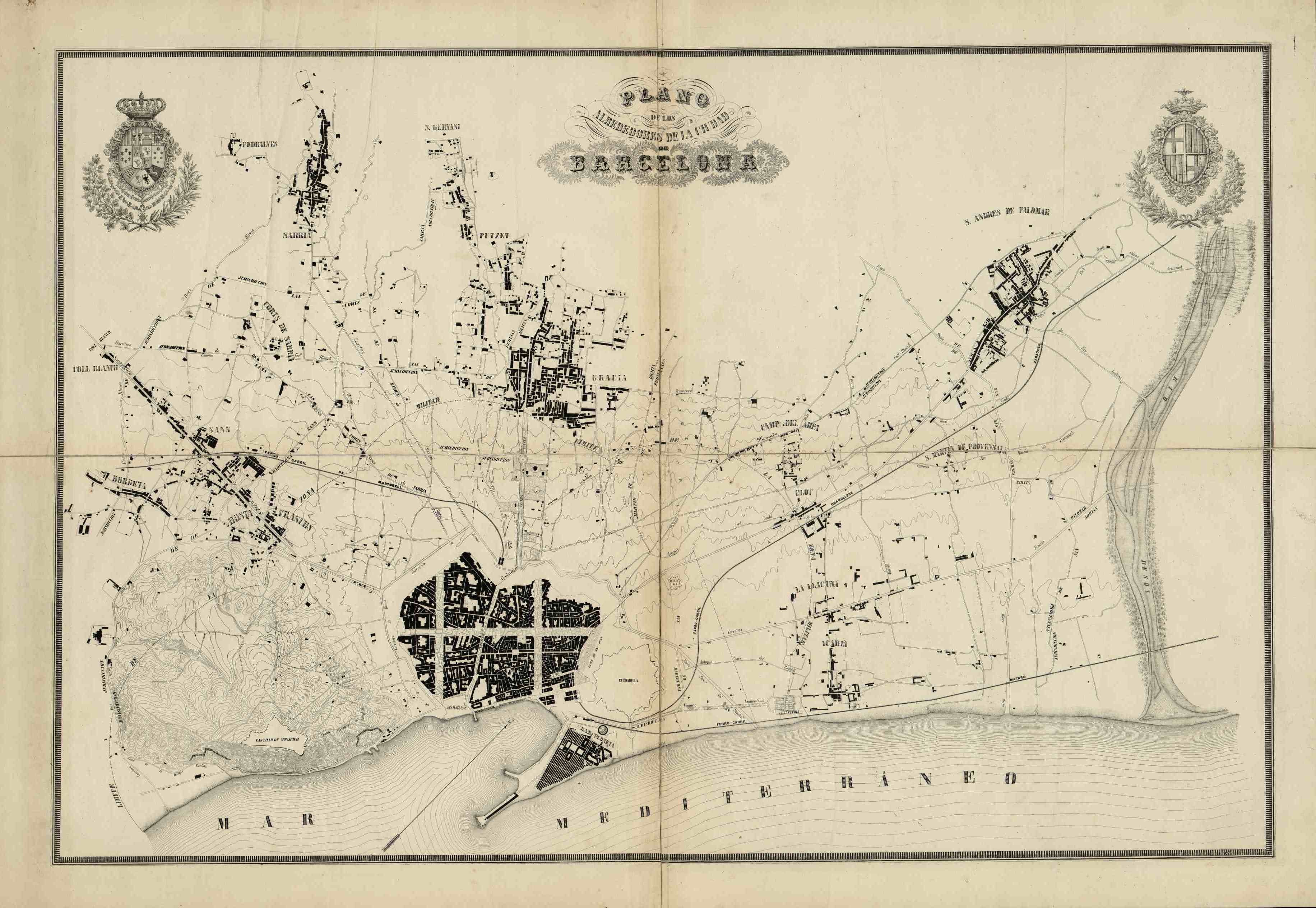
Plano de Barcelona y sus alrededores (1855), de Ildefonso Cerdá.

El término municipal de Barcelona es fruto de la anexión a finales del siglo xix y principios del xx de los diferentes municipios que había antiguamente en el llano de Barcelona.
Los decretos de Nueva Planta del siglo xviii eliminaron los órganos de gobierno autóctonos del territorio de Barcelona, fundamentados en la representación de los diferentes brazos ciudadanos en el Consejo de Ciento, y fueron sustituidos por órganos absolutistas de designación real. Con la Constitución de Cádiz de 1812 se crearon los ayuntamientos como órganos de representación popular y, con ellos, los municipios.
En aquella época la ciudad de Barcelona era lo que actualmente se denomina Ciutat Vella. Su término también incluía Montjuic, el Pueblo Seco y la mayoría del territorio del posterior Ensanche, pero estos eran terrenos prácticamente sin edificar. En 1839 una permuta con el municipio de Santa Maria de Sants incorporó a Barcelona los terrenos cercanos a la Creu Coberta (actuales barrios de Hostafrancs y La Font de la Guatlla) a cambio de unos terrenos de La Marina de Port.
A lo largo de los siglos xix y xx Barcelona se fue anexionando el resto de municipios del llano colindante. Con sustanciales diferencias, la configuración de estos antiguos municipios sirvió para diseñar los diez distritos en que actualmente está dividida la ciudad.

## Antiguos municipios
| Nombre del municipio     | Año de creación | Anexión a | Año de anexión | Actual distrito de Barcelona | Observaciones |
| ------------------------ | --------------- | --------- | -------------- | ---------------------------- | --- |
| Les Corts de Sarrià      | 1823 1836       | Barcelona | 1897           | Les Corts                    | - Segregación de Sarriá. - También incluía parte del territorio de la Nueva Izquierda del Ensanche. - No incluía Pedralbes (en el antiguo municipio de Sarriá). - Límites con Sants discutidos. |
| Gracia                   | 1821 1850       | Barcelona | 1897           | Gracia                       | - Segregación de Barcelona. - También incluía partes del Ensanche, de Sant Gervasi-Galvany y del Baix Guinardó. - No incluía ni el Coll ni Vallcarca y los Penitentes (en el antiguo municipio de Horta). |
| Horta                    |                 | Barcelona | 1904           | Horta-Guinardó               | - También incluía el Coll, y Vallcarca y los Penitentes (ahora pertenecen a Gracia). - No incluía ni El Guinardó, ni Can Baró, ni la Font d'en Fargas, ni partes del Baix Guinardó (en los antiguos municipios de San Martín de Provensals y San Andrés de Palomar).                                                         |
| San Andrés de Palomar    |                 | Barcelona | 1897           | San Andrés y Nou Barris      | - También incluía parte del Guinardó y de la Font d'en Fargas (ahora pertenecen a Horta-Guinardó). - No incluía La Sagrera ni Navas (en el antiguo municipio de San Martín de Provensals). - El sector oriental de El Buen Pastor y Baró de Viver pertenecían a Santa Coloma de Gramanet.                                    |
| San Gervasio de Cassolas |                 | Barcelona | 1897           | Sarriá-San Gervasio          | - Incluía Sant Gervasi-Galvany, Sant Gervasi-La Bonanova, el Putget i Farró y el Tibidabo. |
| San Martín de Provensals |                 | Barcelona | 1897           | San Martín                   | - También incluía Can Baró y la mayor parte del Baix Guinardó y Guinardó (ahora pertenecen a Horta-Guinardó). - También incluía la Sagrera y Navas (ahora pertenecen a San Andrés). - También incluía la mayor parte de la Sagrada Familia y parte del Fort Pienc (ahora pertenecen al Ensanche).                            |
| Santa Maria de Sants     |                 | Barcelona | 1897           | Sants-Montjuïc               | - No incluía ni Montjuic ni el Pueblo Seco (en el municipio de Barcelona). - En 1839, Hostafrancs y la Font de la Guatlla también fueron cedidos a Barcelona a cambio de partes de la Marina de Port. - La mayor parte de la Zona Franca pertenecía al municipio de Hospitalet de Llobregat.                                 |
| Sarriá                   |                 | Barcelona | 1921           | Sarriá-San Gervasio          | - Incluía Sarriá y la mayor parte de Las Tres Torres. - También incluía Pedralbes (ahora pertenece a Les Corts). - Hasta su segregación también incluía el término de Les Corts de Sarrià. - En 1892 incorporó el antiguo municipio de Vallvidrera. - En 1916 incorporó parte del antiguo municipio de Santa Cruz de Olorde. |
| Vallvidrera              |                 | Sarriá    | 1892           | Sarriá-San Gervasio          | - Incluía Vallvidrera y les Planes. |